# Panitchari
Panitchari ou Paničari (en macédonien Паничари, en albanais Paniçari) est un village situé à Saraï, une des dix municipalités spéciales qui constituent la ville de Skopje, capitale de la Macédoine du Nord. Le village comptait 261 habitants en 2002. Il se trouve entre la vallée du Vardar et la chaîne Yakoupitsa. Il est majoritairement albanais.

## Démographie
Lors du recensement de 2002, le village comptait :
- Albanais : 260
- Autres : 1